# Szepesi Kamara
A Szepesi Kamara a  bécsi központi szervek irányítása alatt működő magyar kormányszerv volt a Magyar Királyságban. Székhelye Kassa volt.

## Története
I. Ferdinánd uralkodásának idején (1526 és 1564 között)  a közlekedési viszonyok, a törökökkel és az erdélyi fejedelmekekkel való háborúskodás miatt Magyarország keleti részeinek a  Pozsonyból való pénzügyi igazgatása nehézkes és lassú volt. Az uralkodó e problémák megoldása érdekében Eperjes, majd Kassa székhellyel a keleti országrészek ügyeinek intézésére külön igazgatást szervezett. Ebből alakult ki 1567-re a Szepesi Kamara.

## Szervezete
- A szervezete megfelelt a pozsonyi kamaráénak.
- Az  illetékessége a Liptótól keletre fekvő, valamint a Tiszán inneni és túli vármegyékre terjedt ki.
- A fő feladata a bányaművelés jövedelmének emelése és egyéb kamarai teendők mellett a hadügyi igazgazgatás pénzügyi teendőinek az ellátása volt. A felügyeleti jogot a királyi végvárak kapitányai felett a zsoldfizetés, az élelmezés és az egész várgazdaság tekintetében a hadi hatósággal, a kassai főkapitánnyal együtt gyakorolta. A kamara a várak építéséről és karbantartásáról is gondoskodott.
- Kezdetben a pozsonyi és az Udvari Kamarától egyaránt függött, később az Udvari Kamara kizárólagos irányítása alá került.